# カシエル

## 概要
彼は孤独と涙を司り、「永遠の王国の統一を説く」天使だとされている。
オカルトでは土星の天使であり、土曜日を支配する。また、第７天・アラボトを支配する天使でもある。
ガブリエルが戦に赴く際には、ヒズキエルと共に戦旗を運ぶ。一説には能天使とされている。